# Anambah
Anambah är en förort till staden Maitland i New South Wales i Australien.